# Artvin
Artvin er en by i det nordøstlige Tyrkiet. Den ligger på bjergskråninger i det sydlige Kaukasus langs floden Çoruhs dal tæt på grænsen mod Georgien.

## Geografi
Artvin har en imponerende beliggenhed på klippesider oven over floden Çoruh. Man ser byen under hele den 5 km lange, slyngede opkørsel fra dalens bund. Det omgivende landskab er fyldt med smuk natur: floden selv, vandfald, småsøer, blandede løvskove og sætere (f.eks. den ved Kafkasör, hvor man endnu afholder de traditionelle, kaukasiske tyrekampe). Klimaet er fugtigt året rundt med meget varme somre og forholdsvis milde vintre.

## Byudvikling
Som så mange tyrkiske byer har Artvin gennemlevet en hastig udvikling siden 1970'erne. Det har skaffet byen mange nye boliger og administrationsbygninger, alt sammen opført i beton. Derved har den mistet lidt af sit historiske præg.

## Befolkning
Før 1. verdenskrig og det armenske folkedrab boede der mange armenere i Artvin. I dag er befolkningen stærkt blandet og er sammensat af grupper fra med georgisk og tyrkisk baggrund samt personer fra Laz- og Hemshinfolkene.
- 2000 23.157
- 1997 20.073
- 1990 20.306
- 1985 18.720

## Seværdigheder
- Artvin- eller Livanaborgen, som blev bygget i 937
- Kafkasör, et udflugtsmål for lokalbefolkningen med tyrekamparena
- Salih Bey moskeen, der blev opført i 1792
- Çelebi Efendi-springvandet fra 1783.
- Omegnens natur med muligheder for vandring, bjerbestigning og rafting

Artvin er også navnet på Artvinprovinsen, som byen er hovedstad for.